# Wolfgang Ehmke (Publizist)

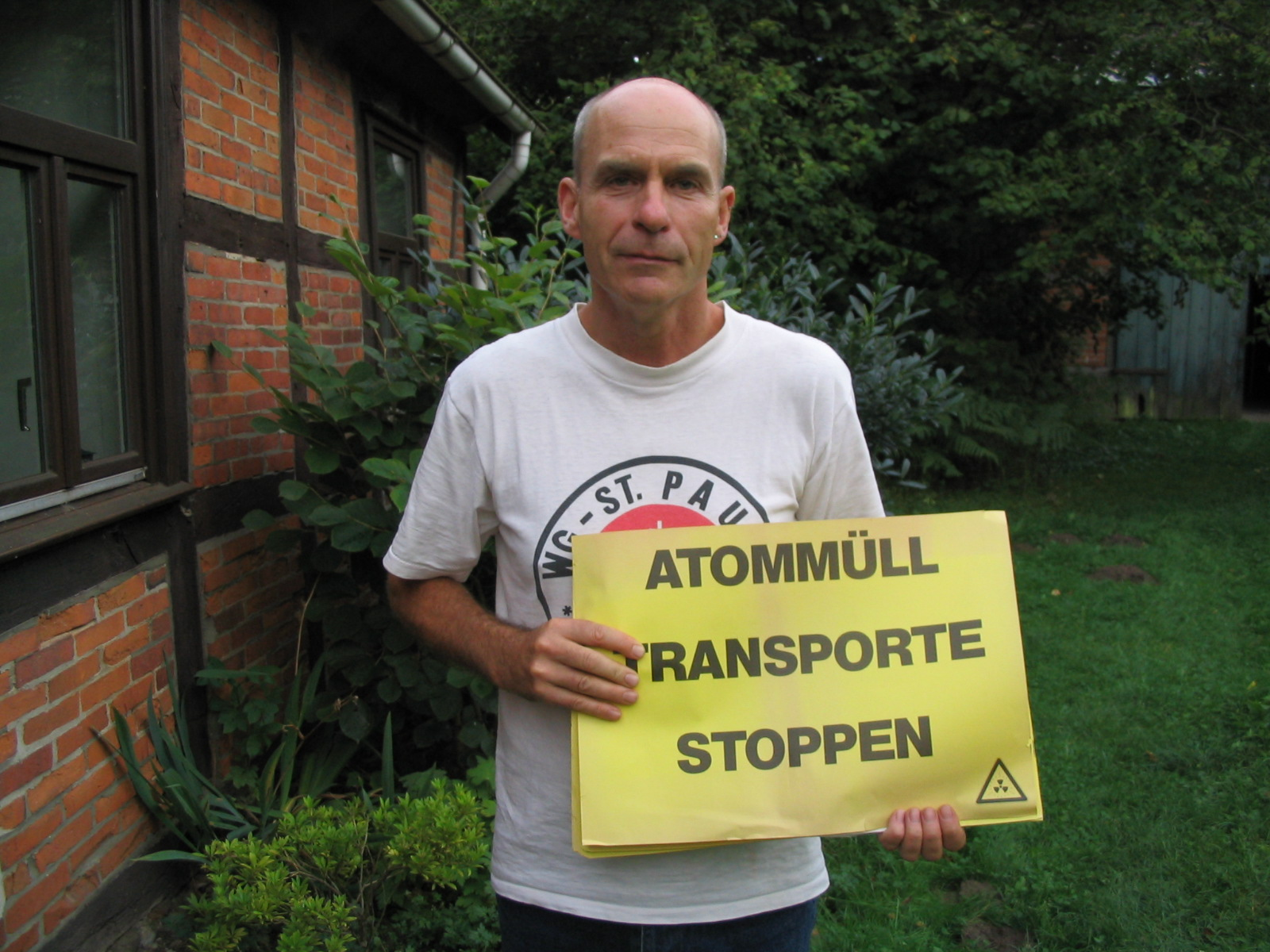
Wolfgang Ehmke (2004)

Wolfgang Ehmke (* 25. September 1947 in Gartow)  ist ein deutscher Atomkraftgegner und Publizist. Er engagiert sich seit der Standortbenennung Gorlebens 1977 als „Nukleares Entsorgungszentrum“ (NEZ) in der Bürgerinitiative Umweltschutz Lüchow-Dannenberg e.V. gegen die Nutzung der Atomenergie und ist deren langjähriger Sprecher.

## Leben
Ehmke ging auf das Gymnasium Lüchow und absolvierte nach dem Abitur 1966 den Wehrdienst beim Bundesgrenzschutz Lüneburg. Er studierte ab 1968 Germanistik und Romanistik an der Universität Hamburg und arbeitete als Lehrer an einer Berufsschule in Hamburg. Nach dem Zusatzstudium Interkulturalität wechselte er 2004 bis 2007 als Fachberater und Koordinator für Deutsch als Fremdsprache in die Türkei an die Deutsche Botschaft in Ankara. Ehmke lebt im Wendland. Er arbeitet heute als Dozent im Bereich der Sprachförderung für Migranten.
Er publizierte zum Bereich Energiepolitik, nukleare Entsorgung und Interkulturalität regelmäßig in der Frankfurter Rundschau, der Zeitschrift Ossietzky, der Wochenzeitung Freitag und den Blätter für deutsche und internationale Politik. Ehmke tritt immer wieder auf nationalen und internationalen Kongressen und Fachtagungen zu den Themen Energiepolitik, Bürgerbewegung und ziviler Ungehorsam auf. In den 1990er Jahren war er Mitglied im Kernenergiebeirat des Landes Mecklenburg-Vorpommern.
Zur Abschaltung der deutschen Atomkraftwerke und zum Kampf gegen die Atomenergie wie in Wyhl, Brokdorf, Kalkar, Grohnde, Wackersdorf äußerte er sich 2023 folgendermaßen: „Wir haben Geschichte gemacht, als wir der Atommafia zeigten: So geht es nicht! ... Die Zivilgesellschaft erwies sich hier als Korrektiv für eine verfehlte Energiepolitik.“

## Schriften

### Bücher
- Das Wunder von Gorleben. Der Beitrag des Wendlands zur Energiewende. Köhring Verlag Lüchow 2022, ISBN 978-3-943446-62-3.
- Tanz den SuperGAU. Eine Groteske. Köhring Verlag Lüchow 2020, ISBN 3-88876-037-2.
- Der Kastor kommt. Eine Beziehungsgeschichte, Köhring Verlag Lüchow 2019, ISBN 978-3-926322-72-2.
- Zwischenschritte. (Hrsg.), Kölner Volksblatt, Köln 1987, ISBN 3-923243-26-X.
- Becquerel-Geschichten. (Hrsg.), Galgenberg, Hamburg 1987, ISBN 3-925387-28-5.
- Weit weg. Tatsachen aus Madagaskar, Libertäre Assoziation 1984, ISBN 3-922611-66-4.
- Garstige Geschichten aus dem Atomkreis Lüchow-Dannenberg. Libertäre Assoziation 1984, ISBN 3-922611-71-0.
- Zwischenschritte. Die Anti-Atomkraft-Bewegung zwischen Gorleben und Wackersdorf. Kölner Volksblatt Verlag 1987, ISBN 3-923243-26-X

### Buchbeiträge
- Ziviler Ungehorsam schaltet Deutschlands Atomkraft AUS! Eine historische Bewegung und die Kultur des Widerstands. Lesen ohne Atomstrom (Hrsg.), belleville München 2023, ISBN 978-3-946875-03-1
- Neulich im Wendland - Über Basisdemokratie und Demokratieerziehung. In: Von Mao zu Kant. Ein Werdegang aus der 68er Generation. Erinnerungsschrift für Kurt Edler, Edition Contra-Bass Hamburg 2022, ISBN 978-3-943446-62-3.
- Atomkraft – nein danke! 50 Jahre Anti-AKW-Bewegung - Eine Geschichte erfolgreichen Widerstands. ökobuch Verlag, Rastede 2022, ISBN 978-3-947021-25-3.
- Mein lieber Herr Albrecht…. Wie der Gorleben-Konflikt eine Region veränderte, Gorleben Archiv e.V. 2019, ISBN 978-3-928117-90-6.
- Unglaublich – aber wahr! Demonstranten als gewaltbereite Extremisten erfasst im Grundrechte-Report 2016, ISBN 978-3-596-03588-5.
- Das Plakat (mit Adrienne Goehler), Die Anti-Atom-Bewegung Geschichte und Perspektiven, Verlag Assoziation A, Berlin 2015, ISBN 978-3-86241-446-8
- Interkulturelles Lernen. Ein Praxisbuch. debus Pädagogik, Schwalbach Ts. 2013, ISBN 978-3-95414-004-6.
- Lieber heute aktiv als morgen radioaktiv. IV, Laika Verlag, Hamburg  2013, ISBN 978-3-942281-26-3.
- Lieber heute aktiv als morgen radioaktiv. II, Laika Verlag, Hamburg 2012, ISBN 978-3-942281-17-1.
- Die Rousseau-Frage – ökologisch definiert. edition sigma, Berlin 2002, ISBN 3-89404-227-3.
- Unsere Welt ist keine Ware – Handbuch für Globalisierungskritiker. KiWi, Köln 2002, ISBN 3-462-03164-3.
- … und auch nicht anderswo! Geschichte der Anti-AKW-Bewegung. Die Werkstatt, Göttingen 1997, ISBN 3-89533-186-4.